# Eritreas ambassad i Stockholm
Eritreas ambassad i Stockholm är Eritreas beskickning i Sverige. Den är även sidoackrediterad till de övriga nordiska länderna.
Det har flera gånger uppmärksammats att ambassaden kräver att exileritreaner bosatta i Sverige betalar två procent av sin inkomst i skatt till Eritrea.
I september 2014 utvisades ambassadens andresekreterare av okänd anledning från Sverige.
Ambassaden har blivit känd genom manifestationer till stöd för den frihetsberövade journalisten Dawit Isaak.[källa behövs]

## Beskickningschefer
| Namn              | Period | Funktion               |
| ----------------- | ------ | ---------------------- |
| Yonas Manna Bairu | ????–  | Chargé d'affaires a.i. |